# Burgruine Stockenfels
Die Burgruine Stockenfels ist die Ruine einer Höhenburg bei 459 m ü. NN an strategisch günstiger Stelle auf einer 120 Meter hohen Granitkuppe im Regental bei dem Ortsteil Fischbach der Stadt Nittenau im Landkreis Schwandorf in Bayern. Die Anlage ist unter der Aktennummer D-3-76-149-37 als denkmalgeschütztes Baudenkmal von Fischbach verzeichnet. Ebenso wird sie als Bodendenkmal unter der Aktennummer D-3-6739-0016 im Bayernatlas als „archäologische Befunde im Bereich der mittelalterlichen Burgruine Stockenfels“ geführt.
Die Burg war einst der Mittelpunkt der Herrschaft Stockenfels, deren späterer Name Stockenfels/Fischbach lautete, da die Anlage während des Dreißigjährigen Krieges zerstört wurde und das Verwaltungszentrum von der Burg Stockenfels nach Fischbach verlagert wurde.

## Geschichte
Die Bauweise der erhaltenen Gebäude verweist auf die Mitte des 14. Jahrhunderts als Entstehungsdatum bzw. auf die beiden damaligen Bauherren, Herzog Ludwig den Strengen und seinen Nachfolger Herzog Ludwig IV., den späteren Kaiser Ludwig der Bayer. Letzterer stattete die Burg Stockenfels mit einer eigenen Kapelle aus. Nach dem Tode Kaiser Ludwigs wechselte Stockenfels häufig die Besitzer, unter denen sich auch räuberische Herren befanden. 1351 kam der Besitz an das Patrizier-Geschlecht Auer, das ursprünglich aus Regensburg stammte, aber 1334 seine Heimatstadt verlassen musste. 1372 wurde Stockenfels nach einigen Kriegswirren von den Wittelsbachern übernommen. 1430 übernahm der Ritter Georg Heuras von Satzdorf die Burg.
1510 verkauften die Heuras die Herrschaft an Albrecht von Wirsberg, der Landrichter und Pfleger zu Neunburg vorm Wald war. Es folgte eine Zeit, während der die Besitzer laufend wechselten. 
Zu Beginn des 19. Jahrhunderts erwarb Freiherr Karl von Eckart die Ruine, in deren Besitz seine Nachkommen, die Grafen von der Mühle-Eckart noch heute sind. Jetzige Besitzerin ist Gabriele Gräfin von Drechsel geborene Gräfin Mühle-Eckart, die auch für den Unterhalt und die Erhaltung der Burg sorgt.

## Beschreibung
Die Burgstelle liegt auf der südlichen Granitkuppe eines doppelgipfligen Berges, der spornartig 120 Höhenmeter über dem Regental liegt. Nach Westen, Süden und Osten fällt der Burgplatz steil zum Tal des Regens bzw. seiner Nebenbäche ab, nur nach Norden schließt sich nach einer Geländesenke die etwas höhere, zweite Bergkuppe an, die ebenfalls befestigt war. Ob es sich dabei um eine weitere Burganlage oder um ein Vorwerk der Burg Stockenfels handelte, ist nicht bekannt. Anschließend fällt das Gelände leicht nach Norden ab.
Die Burganlage teilt sich in eine westlich und etwas tiefer gelegene Vorburg und in die auf der Bergkuppe, dem höchsten Punkt der Burgstelle, gelegenen Kernburg. Vom Vorburgbereich haben sich nur weitläufige Mauerreste erhalten.

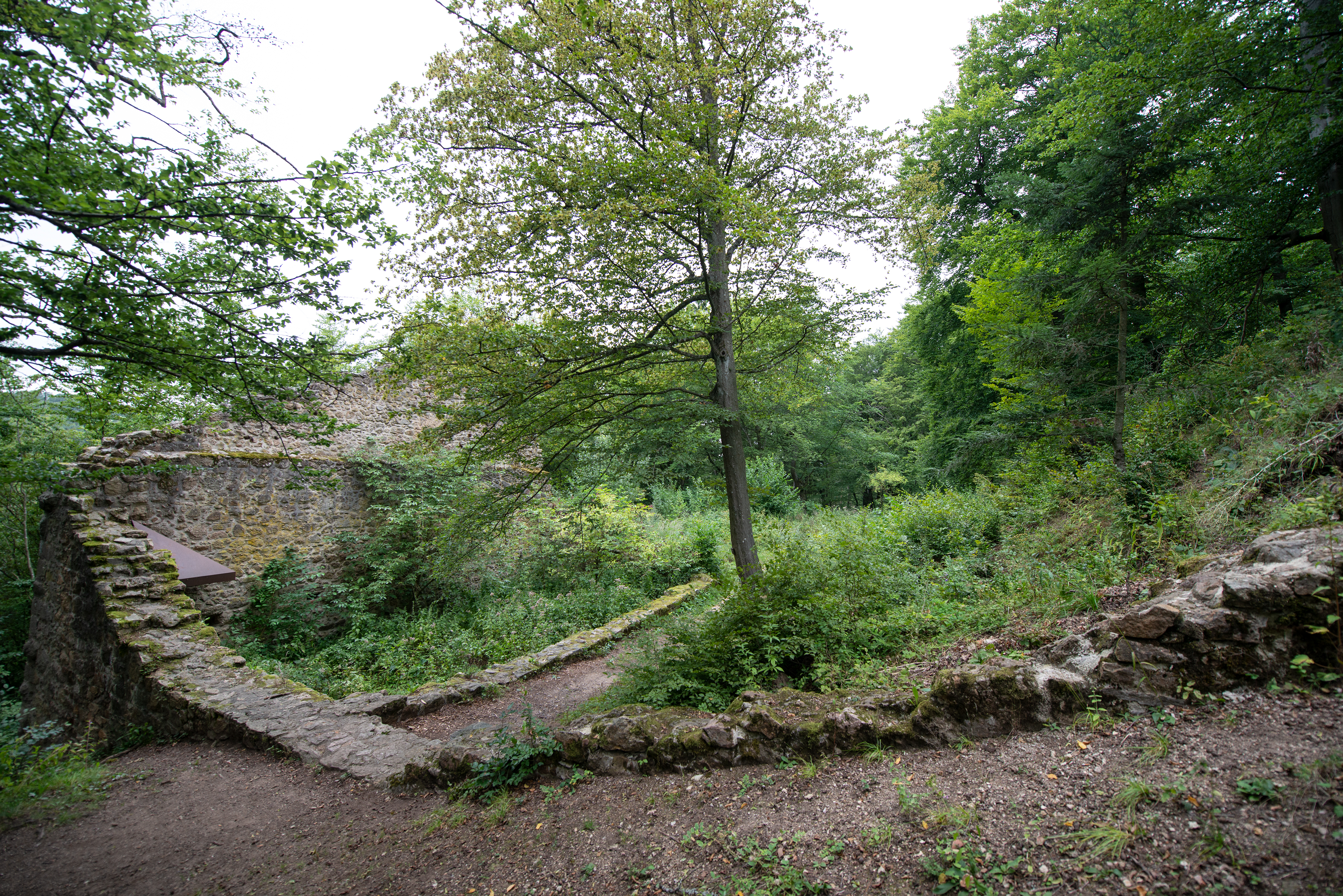
Reste der Zwingermauer der Vorburg. Im Bild links sind Fassadenteile eines ehemaligen Wirtschaftsgebäudes zu erkennen.

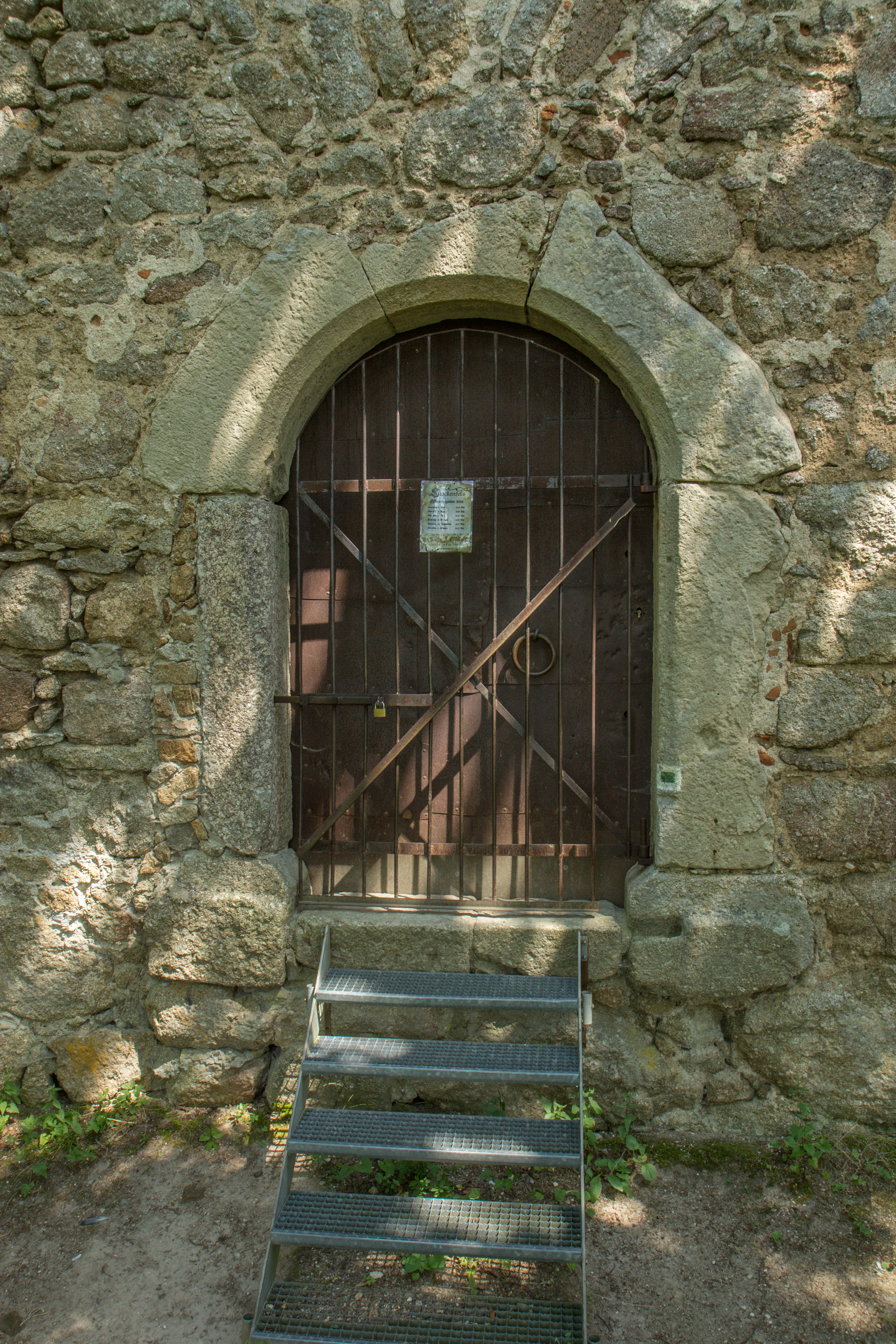
Eingangstor zur Kernburg

Der geschlossen längsrechteckigen, 33 mal 13 Meter großen Kernburg war an der Süd- und Ostseite eine Zwingermauer vorgelegt, die erst in einer späteren Bauphase um 1430 erbaut wurde, aber bis auf wenige Reste fast völlig abgegangen ist. Das Nordende der Kernburg bildet das einzige noch bewohnbare Gebäude der Burg, ein dominanter Wohnturm, der die gesamte Breite der Anlage einnimmt. Er besteht aus Bruchsteinmauerwerk mit Eckbuckelquaderung. Der ursprüngliche Bau, nach dendrochronologischen Datierungen um 1338 errichtet, hat drei Stockwerke. Das Erdgeschoss ist gewölbt und teilweise unterkellert, ihm folgen zwei Stockwerke mit Sälen und Bohlenstuben. Der frühere Hocheingang an der Südwand zum Burghof hin befand sich im ersten Geschoss. In einer zweiten Bauphase um das Jahr 1515 wurde dieser Wohnturm um zwei weitere Geschosse erhöht. Südlich schließt an der Südwest- und an der Südostecke des Wohnturmes eine Ringmauer an, die im westlichen Bereich einen kleinen Burghof bildete. In das Südwestende dieses Hofes führt auch das rundbogige Burgtor der Kernburg, dort befindet sich ein Brunnen. Ein durch eine nordsüdlich verlaufende Trennmauer abgegrenztes Gebäude im östlichen Bereich zwischen der Ringmauer diente als Küche, wie ein durch die Ringmauer führender Ausgussstein zeigt. Darauf folgen, ebenfalls die gesamte Breite der Kernburg einnehmend, zwei ruinöse Wohntrakte.

## Die Sage von den Bierpanschern
Auf der Burg Stockenfels hoch auf einem Bergrücken über dem Regental büßen allnächtlich die ihre Sünden, die das drittschlimmste Verbrechen in Bayern begangen haben. Nach Mord und Brandstiftung ist es „Wasser ins Bier zu schütten“, so sagen es wenigstens der Volksmund und die einschlägigen Sagen und Geschichten rund um die berüchtigte Geisterburg Stockenfels, auch manchmal Bierpanscher-Walhalla genannt. Zu den Panschern gesellen sich auch die ungetreuen Kellnerinnen, Schankkellner, Wirte und Wirtinnen, die gepanscht, schlecht eingeschenkt oder sonst wie ihre vertrauensvollen Gäste betrogen haben.
Pünktlich um Mitternacht öffnet sich der sonst verschüttete grundlose Burgbrunnen und eine endlos scheinende Leiter reicht von der Brunnensohle bis hoch hinauf zur Turmspitze des wuchtigen Bergfrieds. Die Stockenfelser Teufel treiben nun die armen und jammernden Seelen der Malefizianten auf die Leiter, bis Sprosse um Sprosse besetzt ist, von ganz unten bis hoch oben. Unten schenkt ein Teufel Eimer um Eimer voll Wasser und die Kette der Verbannten muss sie weiterreichen bis ganz oben, wo der Oberteufel das geschöpfte Wasser über die Burgmauer wieder ausschüttet.
Das geht so Nacht für Nacht in der Geisterstunde, und die Buße dauert in alle Ewigkeit, weil Braumalefizianten niemals Ruhe finden. Sie müssen so viel Wasser schöpfen, wie sie in ihrem Erdenleben ins Bier geschüttet und so ihre Gäste betrogen haben. Etliche sind auch namentlich bekannt, so der Schwodlbräu von Zangenstein, die Kellnerin von Stadtamhof, drei Kellnerinnen vom Hofbräuhaus, einige Bräuer von München, der Podagrawirt von Haag, der Pfleger von Aufhausen, der Bräu von Regensburg und viele andere aus bayerischen Landen.
Etliche sind schon seit 300 Jahren da oben und täglich werden es mehr. Deshalb trocknen auch die tiefen Weiher zu Füßen der Burg sogar im heißesten Sommer niemals aus, kein Wunder angesichts der Wasserläufe, die sich von der Burg allnächtlich in sie ergießen. Und es gehen viele Geschichten um von neugierigen, nächtlichen Wanderern, die unfreiwillig Zeugen der Panscherbuße auf Burg Stockenfels wurden. Sie haben aber allesamt ihre Neugierde mit dem Leben bezahlt und schauen nun selbst allnächtlich und ewiglich das Geisterfest auf Stockenfels.
Der Nittenauer Festspielverein spielt dreimal jährlich auf den Burgen Hof am Regen, Stefling und Stockenfels die Sage in Form einer Geisterwanderung nach.